# Arcyophora dives
Arcyophora dives is een vlinder uit de familie visstaartjes (Nolidae). De wetenschappelijke naam van deze soort is voor het eerst geldig gepubliceerd in 1898 door Butler.
De soort komt voor in tropisch Afrika.